# 地域医療支援病院

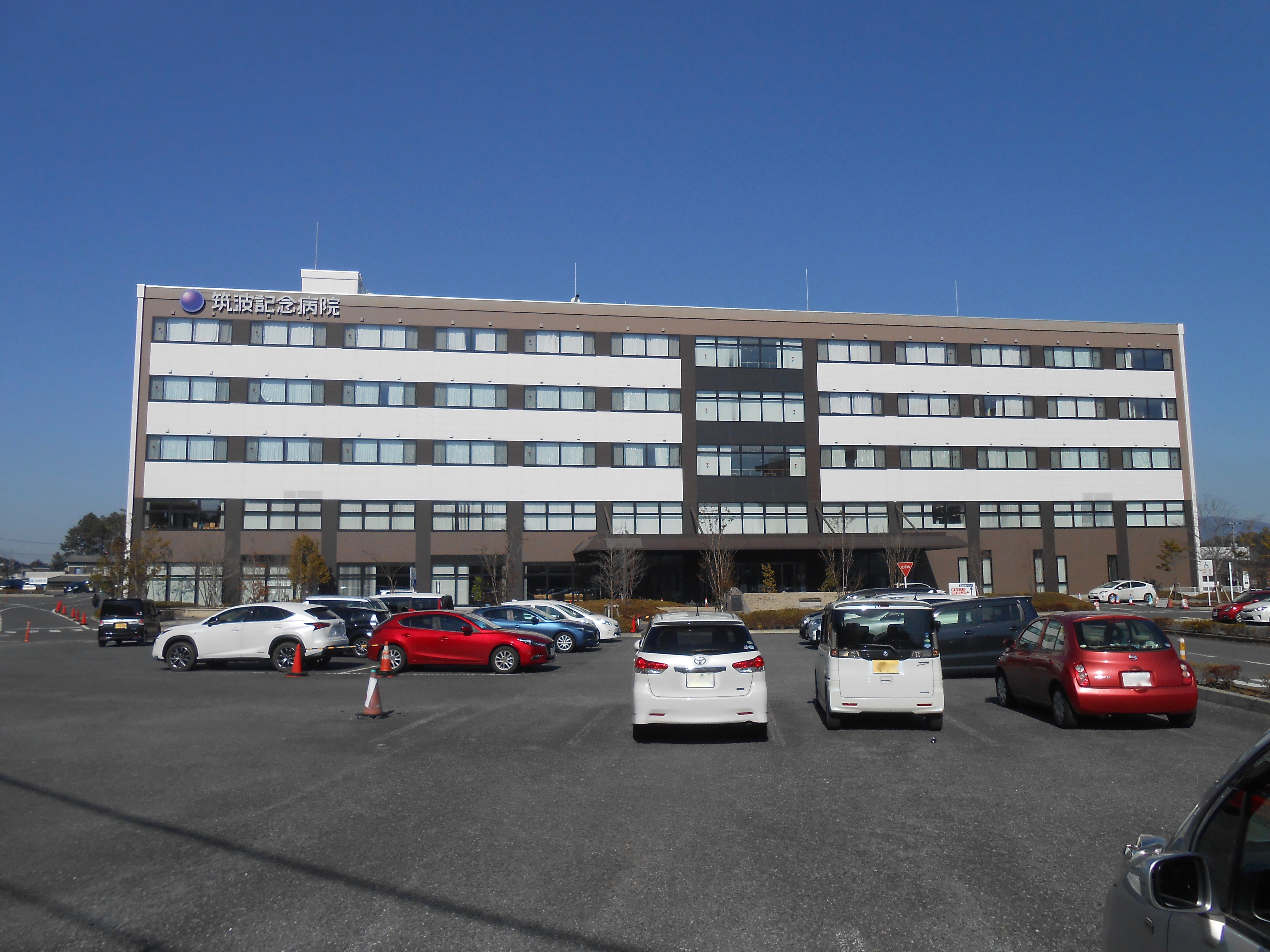
筑波記念病院（茨城県つくば市）

地域医療支援病院（ちいきいりょうしえんびょういん）は、1997年（平成9年）4月の医療法の第3次改正で制度化された日本の医療機関の機能別区分のうちの一つ。地域の中核病院として地域の診療所・クリニック等では対応困難な専門的な治療や高度な検査・手術等を行い、地域完結型医療の中心的役割を担う病院である。

## 制度の趣旨
目的としては、地域の病院、診療所などを後方支援するという形で医療機関の機能の役割分担と連携を目的に創設された。都道府県知事によって承認される。特定機能病院とは性質が異なっている。二次医療圏当たり一つ以上存在することが望ましいとされている。
地域医療支援病院は都道府県に対し、地域医療支援病院の業務報告書を出し、各都道府県はこれを公表する。

## 承認要件
要件は医療法第4条（具体的には医療法と厚生労働省令）に記されている。
- 病院の規模は原則として病床数が200床以上の病院であること。
- 他の医療機関からの紹介患者数の比率が80％以上（承認初年度は60％以上）であること。あるいは紹介率40％以上かつ逆紹介率60％以上であること。
- 他の医療機関に対して高額な医療機器や病床を提供し共同利用すること。
- 地域の医療従事者の向上のため生涯教育等の研修を実施していること。
- 救急医療を提供する能力を有すること。

## 承認条件変遷の背景
当初都道府県や厚生労働省は、地域医療支援病院は公的医療機関が担う機能と考えていた。しかし、公的医療機関であるため外来抑制が難しいことや公務員であるが故の医療機器の共同利用（CT，MRI）の硬直化などから、紹介率60％すら達成できない状況となった。一方で民間病院の中でも、医療経営に積極的な病院は、紹介率アップのため地域医療機関へのきめ細やかなサービスと、外来の分離といった政策により、地域医療支援病院の認定を受けていった。
国や地方公共団体は、公的医療機関を診療報酬上も有利な制度に組み入れたいため、紹介率を40％に下げるといった政策変更を行った。
結果的に、その効果は十分発揮されているとはいえない。

## 現在の地域医療支援病院の状況
1996年（平成8年）4月に始まった制度である。当初地域医療支援病院に承認された多くは医師会立病院であった。医師会立病院はその多くが、外来を持たず、診療所からの検査（主にCTやMRIなど）を請け負う地方に建てられた病院である。そういった点から地域医療支援病院として承認されやすい環境であった。
近年診療報酬の削減が進む中、200床以上の急性期民間病院が、地域医療支援病院になることによって得る医療収入の増加を目指して、条件をクリアするため以下のような政策をとり、地域医療支援病院を目指した。
- 紹介状を持たない初診患者に対する選定療養費の徴収による外来抑制
- 外来部門を付属クリニックとして分離し外来を抑制
- 高度検査機器の導入による検査紹介患者の拡大
- 救急車による搬送患者受け入れ態勢の整備

上記政策の実施により、力の在る民間病院が地域医療支援病院の承認を受けることとなった。
地域医療支援病院に承認されることによるメリットとしては、当時急性期入院加算や急性期特定入院加算（現在は廃止）などの診療報酬の加算が得られることに加え、地域医療支援病院入院加算（1,000点 1万円）が1人につき入院初日に1回加算できることであった。現在は地域医療支援病院の多くがDPC導入病院であるため、DPC導入病院の場合は、機能評価係数加算を地域医療支援病院加算の代わりに請求している。
患者一人あたり一回の入院について10,000円収入が得られるということは、例えば300床の病院で、平均在院日数を12日とすると、今までと同じ診療行為を行っても、約750万円の増収となる（年間9,000万円）。
2007年（平成19年）3月現在153病院である。本来二次医療圏に一つの地域医療支援病院を承認するという考えであったが、現在全国358の二次医療圏に対し、地域医療支援病院が置かれているのは110医療圏である。

## 地域医療の役割の変化
地域医療支援病院の考え方も、医療提供体制の見直しにより変化している。
これまで長年にわたって機能してきた階層型構造の医療体制では、患者中心の医療を提供できないという反省から出てきた。階層型医療体制とは、1次医療は普段からの健康相談が受けられる、かかりつけ医を中心とした地域医療体制であり、2次医療は、入院治療を主体とした医療活動がおおむね完結する医療。そして3次医療では、先進的な技術や特殊な医療、発生頻度が低い疾病に関するものなどの医療需要に対応した医療構造である。
現在の医療計画制度の問題点としては、次の点があげられる。
- 患者の実際の受療行動に着目するのではなく、医療提供サイドの視点で構想。
- 地域の疾病動向を勘案しない量的な視点を中心に構想。
- 地域の医療機関が担える機能に関係なく、結果として大病院を重視することとなる階層型構造を念頭に構想。

社会保障審議会が提唱する新たな医療計画制度での医療連携体制とは、
- 患者を中心にした医療連携体制を構想。
- 主要な事業ごとに柔軟な医療連携体制を構想。
- 病院の規模でなく医療機能を重視した医療連携体制

上記医療体制の確立を目指している。

## 地域医療支援病院一覧
- 2016年（平成28年）9月30日現在、日本で543施設。

| 節目次 : 北海道、 青森県、岩手県、宮城県、秋田県、山形県、福島県、 茨城県、栃木県、群馬県、埼玉県、千葉県、東京都、神奈川県、 新潟県、富山県、石川県、福井県、山梨県、長野県、岐阜県、静岡県、愛知県、三重県、 滋賀県、京都府、大阪府、兵庫県、奈良県、和歌山県、 鳥取県、島根県、岡山県、広島県、山口県、 徳島県、香川県、愛媛県、高知県、 福岡県、佐賀県、長崎県、熊本県、大分県、宮崎県、鹿児島県、沖縄県 |

### 北海道
| 設置者                           | 病院名              | 病床数 | 承認年月日     | 二次医療圏 |
| -------------------------------- | ------------------- | ------ | -------------- | ---------- |
| 公益財団法人函館市医師会         | 函館市医師会病院    | 240床  | 1999年3月18日  | 南渡島     |
| 日本赤十字社北海道支部           | 旭川赤十字病院      | 520床  | 2004年5月17日  | 上川中部   |
| 日本赤十字社北海道支部           | 北見赤十字病院      | 532床  | 2005年4月28日  | 北綱       |
| 独立行政法人地域医療機能推進機構 | 札幌北辰病院        | 276床  | 2006年10月3日  | 札幌       |
| 国家公務員共済組合連合会         | KKR札幌医療センター | 410床  | 2010年8月30日  | 札幌       |
| 国家公務員共済組合連合会         | 斗南病院            | 243床  | 2010年8月30日  | 札幌       |
| 社会医療法人北斗                 | 北斗病院            | 267床  | 2010年8月30日  | 十勝       |
| 独立行政法人労働者健康安全機構   | 釧路労災病院        | 450床  | 2012年10月26日 | 釧路       |
| 医療法人渓仁会                   | 手稲渓仁会病院      | 656床  | 2012年10月26日 | 札幌       |
| 札幌市                           | 市立札幌病院        | 747床  | 2013年8月29日  | 札幌       |
| 独立行政法人地域医療機能推進機構 | JCHO北海道病院      | 358床  | 2013年8月29日  | 札幌       |
| 独立行政法人国立病院機構         | 北海道医療センター  | 500床  | 2013年8月29日  | 札幌       |
| 独立行政法人国立病院機構         | 旭川医療センター    | 310床  | 2017年8月31日  | 上川中部   |

### 青森県
| 設置者                         | 病院名           | 病床数 | 承認年月日     | 二次医療圏 |
| ------------------------------ | ---------------- | ------ | -------------- | ---------- |
| 八戸市                         | 八戸市立市民病院 | 608床  | 2002年11月29日 | 八戸       |
| 独立行政法人労働者健康安全機構 | 青森労災病院     | 474床  | 2004年9月22日  | 八戸       |
| 青森県                         | 青森県立中央病院 | 684床  | 2012年5月30日  | 青森       |

### 岩手県
| 設置者                 | 病院名           | 病床数 | 承認年月日     | 二次医療圏 |
| ---------------------- | ---------------- | ------ | -------------- | ---------- |
| 岩手県                 | 岩手県立中央病院 | 685床  | 2007年7月18日  | 盛岡       |
| 岩手県                 | 岩手県立中部病院 | 434床  | 2010年9月28日  | 岩手中部   |
| 岩手県                 | 岩手県立磐井病院 | 315床  | 2013年10月1日  | 両磐       |
| 岩手県                 | 岩手県立胆沢病院 | 346床  | 2014年12月1日  | 胆江       |
| 岩手県                 | 岩手県立宮古病院 | 293床  | 2016年10月18日 | 宮古       |
| 日本赤十字社岩手県支部 | 盛岡赤十字病院   | 438床  | 2016年10月18日 | 盛岡       |

### 宮城県
| 設置者                             | 病院名               | 病床数 | 承認年月日     | 二次医療圏 |
| ---------------------------------- | -------------------- | ------ | -------------- | ---------- |
| 公益財団法人仙台市医療センター     | 仙台オープン病院     | 330床  | 1998年9月1日   | 仙台       |
| 一般財団法人厚生会                 | 仙台厚生病院         | 409床  | 2002年11月14日 | 仙台       |
| みやぎ県南中核病院企業団           | みやぎ県南中核病院   | 310床  | 2004年11月19日 | 仙南       |
| 独立行政法人国立病院機構           | 仙台医療センター     | 698床  | 2005年11月25日 | 仙台       |
| 地方独立行政法人宮城県立こども病院 | 宮城県立こども病院   | 160床  | 2006年11月15日 | 仙台       |
| 公益財団法人宮城厚生協会           | 坂総合病院           | 357床  | 2007年12月25日 | 仙台       |
| 日本赤十字社宮城県支部             | 石巻赤十字病院       | 402床  | 2008年5月23日  | 石巻       |
| 独立行政法人労働者健康安全機構     | 東北労災病院         | 548床  | 2009年11月24日 | 仙台       |
| 独立行政法人地域医療機能推進機構   | JCHO仙台病院         | 384床  | 2011年12月20日 | 仙台       |
| 学校法人東北医科薬科大学           | 東北医科薬科大学病院 | 600床  | 2013年3月1日   | 仙台       |
| 大崎市                             | 大崎市民病院         | 500床  | 2014年6月28日  | 大崎       |
| 仙台市                             | 仙台市立病院         | 525床  | 2014年11月1日  | 仙台       |

### 秋田県
| 設置者                               | 病院名                   | 病床数 | 承認年月日                          | 二次医療圏 |
| ------------------------------------ | ------------------------ | ------ | ----------------------------------- | ---------- |
| 一般財団法人秋田県成人病医療センター | 秋田県成人病医療センター | 127床  | 2000年2月23日 2015年3月31日取り消し | 秋田周辺   |
| 一般社団法人能代市山本郡医師会       | 能代山本医師会病院       | 200床  | 2000年2月23日                       | 能代・山本 |
| 日本赤十字社 秋田県支部              | 秋田赤十字病院           | 496床  | 2014年3月25日                       | 秋田周辺   |

### 山形県
| 設置者                                 | 病院名             | 病床数 | 承認年月日     | 二次医療圏 |
| -------------------------------------- | ------------------ | ------ | -------------- | ---------- |
| 山形市                                 | 山形市立病院済生館 | 528床  | 2003年11月25日 | 村山       |
| 鶴岡市                                 | 鶴岡市立荘内病院   | 521床  | 2008年12月19日 | 庄内       |
| 置賜広域病院企業団                     | 公立置賜総合病院   | 520床  | 2011年12月19日 | 置賜       |
| 地方独立行政法人山形県・酒田市病院機構 | 日本海総合病院     | 646床  | 2012年11月26日 | 庄内       |
| 山形県                                 | 山形県立中央病院   | 660床  | 2016年5月17日  | 村山       |

### 福島県
| 設置者                         | 病院名                     | 病床数 | 承認年月日    | 二次医療圏 |
| ------------------------------ | -------------------------- | ------ | ------------- | ---------- |
| 一般財団法人竹田健康財団       | 竹田綜合病院               | 837床  | 2002年2月22日 | 会津       |
| 独立行政法人労働者健康安全機構 | 福島労災病院               | 406床  | 2003年5月18日 | いわき     |
| 一般財団法人脳神経疾患研究所   | 総合南東北病院             | 461床  | 2006年3月1日  | 県中       |
| 公益財団法人星総合病院         | 星総合病院                 | 430床  | 2007年3月30日 | 県中       |
| 一般財団法人大原記念財団       | 大原綜合病院               | 353床  | 2008年9月26日 | 県北       |
| 公益財団法人仁泉会             | 北福島医療センター         | 226床  | 2009年9月28日 | 県北       |
| いわき市                       | いわき市立総合磐城共立病院 | 828床  | 2009年9月28日 | いわき     |
| 日本赤十字社福島県支部         | 福島赤十字病院             | 296床  | 2011年9月5日  | 県北       |
| 公益財団法人湯浅報恩会         | 寿泉堂綜合病院             | 305床  | 2012年9月4日  | 県中       |

### 茨城県
| 設置者                                     | 病院名                               | 病床数 | 承認年月日     | 二次医療圏           |
| ------------------------------------------ | ------------------------------------ | ------ | -------------- | -------------------- |
| 公益財団法人筑波メディカルセンター         | 筑波メディカルセンター病院           | 409床  | 1999年3月25日  | つくば               |
| 独立行政法人国立病院機構                   | 水戸医療センター                     | 500床  | 2006年8月11日  | 水戸                 |
| 公益社団法人取手市医師会                   | 取手北相馬保健医療センター医師会病院 | 165床  | 2006年8月11日  | 取手・竜ケ崎         |
| 独立行政法人国立病院機構                   | 茨城東病院                           | 410床  | 2007年7月13日  | 常陸太田・ひたちなか |
| 社会福祉法人恩賜財団済生会支部茨城県済生会 | 水戸済生会総合病院                   | 500床  | 2008年5月30日  | 水戸                 |
| 独立行政法人国立病院機構                   | 霞ヶ浦医療センター                   | 250床  | 2008年5月30日  | 土浦                 |
| 茨城県厚生農業協同組合連合会               | JAとりで総合医療センター             | 414床  | 2008年5月30日  | 取手・竜ヶ崎         |
| 茨城県                                     | 茨城県立中央病院                     | 500床  | 2011年5月30日  | 水戸                 |
| 日本赤十字社 茨城県支部                    | 水戸赤十字病院                       | 510床  | 2011年5月30日  | 水戸                 |
| 株式会社日立製作所                         | ひたちなか総合病院                   | 290床  | 2011年5月30日  | 常陸太田・ひたちなか |
| 医療法人社団筑波記念会                     | 筑波記念病院                         | 487床  | 2012年9月5日   | つくば               |
| 茨城県民生活協同組合                       | 友愛記念病院                         | 325床  | 2014年10月24日 | 古河・坂東           |
| 株式会社日立製作所                         | 日立総合病院                         | 651床  | 2015年5月28日  | 日立                 |
| 日本赤十字社 茨城県支部                    | 古河赤十字病院                       | 200床  | 2015年5月28日  | 古河・坂東           |

### 栃木県
| 設置者                                     | 病院名                           | 病床数 | 承認年月日                                           | 二次医療圏 |
| ------------------------------------------ | -------------------------------- | ------ | ---------------------------------------------------- | ---------- |
| 一般社団法人佐野市医師会                   | 佐野医師会病院                   | 119床  | 2000年3月24日 2016年6月1日取り消し                   | 両毛       |
| 独立行政法人国立病院機構                   | 栃木医療センター                 | 350床  | 2009年6月10日                                        | 宇都宮     |
| 社会福祉法人恩賜財団済生会支部栃木県済生会 | 栃木県済生会宇都宮病院           | 644床  | 2009年11月27日                                       | 宇都宮     |
| 日本赤十字社栃木県支部                     | 足利赤十字病院                   | 555床  | 2011年19月28日                                       | 両毛       |
| 日本赤十字社栃木県支部                     | 芳賀赤十字病院                   | 400床  | 2012年4月27日                                        | 県東       |
| 日本赤十字社栃木県支部                     | 那須赤十字病院                   | 460床  | 2006年12月14日 2012年7月1日再承認                    | 県北       |
| 独立行政法人国立病院機構                   | 宇都宮病院                       | 380床  | 2013年7月26日                                        | 宇都宮     |
| 地方独立行政法人新小山市民病院             | 新小山市民病院                   | 300床  | 2015年5月21日 2015年12月16日再承認                   | 県南       |
| 一般社団法人とちぎメディカルセンター       | とちぎメディカルセンターしもつが | 307床  | 2010年7月30日 2013年4月1日再承認 2016年3月24日再承認 | 県南       |
| 佐野厚生農業協同組合連合会                 | 佐野厚生総合病院                 | 531床  | 2016年5月24日                                        | 両毛       |

### 群馬県
| 設置者                                     | 病院名                         | 病床数 | 承認年月日     | 二次医療圏 |
| ------------------------------------------ | ------------------------------ | ------ | -------------- | ---------- |
| 一般社団法人伊勢崎佐波医師会               | 伊勢崎佐波医師会病院           | 385床  | 1999年6月1日   | 伊勢崎     |
| 日本赤十字社群馬県支部                     | 前橋赤十字病院                 | 555床  | 2001年12月27日 | 前橋       |
| 独立行政法人国立病院機構                   | 高崎総合医療センター           | 451床  | 2005年2月28日  | 高崎・安中 |
| 医療法人社団日高会                         | 日高病院                       | 287床  | 2005年4月1日   | 高崎・安中 |
| 多野藤岡医療事務市町村組合                 | 公立藤岡総合病院               | 395床  | 2006年4月1日   | 藤岡       |
| 群馬県                                     | 群馬県立心臓血管センター       | 240床  | 2007年10月25日 | 前橋       |
| 社会福祉法人恩賜財団済生会支部群馬県済生会 | 群馬県済生会前橋病院           | 327床  | 2009年3月31日  | 前橋       |
| 独立行政法人地域医療機能推進機構           | JCHO群馬中央病院               | 333床  | 2011年3月      | 前橋       |
| 邑楽館林医療事務組合                       | 公立館林厚生病院               | 359床  | 2011年6月21日  | 太田・館林 |
| 伊勢崎市                                   | 伊勢崎市民病院                 | 494床  | 2011年6月21日  | 伊勢崎     |
| SUBARU健康保険組合                         | SUBARU健康保険組合太田記念病院 | 404床  | 2013年3月      | 太田・館林 |
| 桐生地域医療組合                           | 桐生厚生総合病院               | 514床  | 2014年6月18日  | 桐生       |
| 独立行政法人国立病院機構                   | 渋川医療センター               | 450床  | 2016年3月26日  | 渋川       |

### 埼玉県
| 設置者                                     | 病院名                                   | 病床数 | 承認年月日     | 二次医療圏 |
| ------------------------------------------ | ---------------------------------------- | ------ | -------------- | ---------- |
| 埼玉県                                     | 埼玉県立小児医療センター                 | 316床  | 1998年10月1日  | さいたま   |
| 公益社団法人東松山医師会                   | 東松山医師会病院                         | 200床  | 2002年2月18日  | 川越比企   |
| 学校法人北里研究所                         | 北里大学北里研究所メディカルセンター病院 | 372床  | 2003年7月29日  | 県央       |
| 社会医療法人財団石心会                     | 埼玉石心会病院                           | 450床  | 2004年7月28日  | 西部       |
| 社会医療法人壮幸会                         | 行田総合病院                             | 504床  | 2004年11月5日  | 利根       |
| 日本赤十字社埼玉県支部                     | 深谷赤十字病院                           | 474床  | 2007年8月17日  | 北部       |
| 社会福祉法人恩賜財団済生会支部埼玉県済生会 | 埼玉県済生会加須病院                     | 329床  | 2007年8月17日  | 利根       |
| 独立行政法人国立病院機構                   | 埼玉病院                                 | 550床  | 2007年11月2日  | 南西部     |
| 社会福祉法人恩賜財団済生会支部埼玉県済生会 | 埼玉県済生会川口総合病院                 | 424床  | 2008年8月29日  | 南部       |
| 埼玉県                                     | 埼玉県立循環器・呼吸器病センター         | 343床  | 2009年1月30日  | 北部       |
| 社会医療法人さいたま医療センター           | さいたま市民医療センター                 | 340床  | 2010年9月1日   | さいたま   |
| 日本赤十字社埼玉県支部                     | さいたま赤十字病院                       | 638床  | 2011年8月29日  | さいたま   |
| 独立行政法人国立病院機構                   | 西埼玉中央病院                           | 325床  | 2012年7月31日  | 西部       |
| 医療法人社団愛友会                         | 上尾中央総合病院                         | 733床  | 2015年11月20日 | 県央       |
| 川口市                                     | 川口市立医療センター                     | 539床  | 2017年10月25日 | 南部       |
| さいたま市                                 | さいたま市立病院                         | 637床  | 2017年10月25日 | さいたま   |
| 学校法人獨協学園                           | 獨協医科大学埼玉医療センター             | 923床  | 2017年10月25日 | 東部       |
| 医療法人社団埼玉巨樹の会                   | 新久喜総合病院                           | 300床  | 2018年10月22日 | 利根       |
| 学校法人埼玉医科大学                       | 埼玉医科大学総合医療センター             | 1053床 | 2019年9月26日  | 川越比企   |
| 学校法人埼玉医科大学                       | 埼玉医科大学国際医療センター             | 700床  | 2019年9月30日  | 西部       |
| 医療法人社団東光会                         | 戸田中央総合病院                         | 517床  | 2020年9月11日  | 南部       |
| 独立行政法人地域医療機能推進機構           | JCHO埼玉メディカルセンター               | 395床  | 2020年9月18日  | さいたま   |
| 学校法人自治医科大学                       | 自治医科大学附属さいたま医療センター     | 628床  | 2022年9月18日  | さいたま   |
| 日本赤十字社埼玉県支部                     | 小川赤十字病院                           | 302床  | 2022年2月4日   | 川越比企   |

### 千葉県
| 設置者                                         | 病院名                                 | 病床数 | 承認年月日     | 二次医療圏   |
| ---------------------------------------------- | -------------------------------------- | ------ | -------------- | ------------ |
| 医療法人鉄蕉会                                 | 亀田総合病院                           | 917床  | 2004年12月20日 | 安房         |
| 千葉県                                         | 千葉県こども病院                       | 224床  | 2004年12月24日 | 千葉         |
| 日本赤十字社千葉県支部                         | 成田赤十字病院                         | 716床  | 2006年8月30日  | 印旛         |
| 独立行政法人労働者健康安全機構                 | 千葉労災病院                           | 400床  | 2007年3月30日  | 市原         |
| 独立行政法人国立病院機構                       | 千葉医療センター                       | 455床  | 2008年6月25日  | 千葉         |
| 船橋市                                         | 船橋市立医療センター                   | 449床  | 2010年3月31日  | 東葛南部     |
| 君津中央病院企業団                             | 君津中央病院                           | 660床  | 2011年1月25日  | 君津         |
| 学校法人東京女子医科大学                       | 東京女子医科大学附属八千代医療センター | 501床  | 2011年3月25日  | 東葛南部     |
| 松戸市                                         | 松戸市立総合医療センター               | 600床  | 2013年8月6日   | 東葛北部     |
| 社会福祉法人恩賜財団支部千葉県済生会           | 千葉県済生会習志野病院                 | 400床  | 2013年8月6日   | 東葛南部     |
| 千葉市                                         | 千葉市立海浜病院                       | 293床  | 2013年8月6日   | 千葉         |
| 学校法人東京歯科大学                           | 東京歯科大学市川総合病院               | 570床  | 2016年3月31日  | 東葛南部     |
| 千葉市                                         | 千葉市立青葉病院                       | 369床  | 2016年4月1日   | 千葉         |
| 学校法人東邦大学                               | 東邦大学医療センター佐倉病院           | 451床  | 2016年6月1日   | 印旛         |
| 国立研究開発法人国立国際医療研究センター       | 国立国際医療研究センター国府台病院     | 442床  | 2017年2月9日   | 東葛南部     |
| 地方独立行政法人総合病院国保旭中央病院         | 総合病院国保旭中央病院                 | 989床  | 2017年3月1日   | 香取海匝     |
| 学校法人慈恵大学                               | 東京慈恵会医科大学附属柏病院           | 664床  | 2018年3月30日  | 東葛北部     |
| 学校法人帝京大学                               | 帝京大学ちば総合医療センター           | 475床  | 2018年3月30日  | 市原         |
| 地方独立行政法人東金九十九里浜地域医療センター | 東千葉メディカルセンター               | 314床  | 2018年5月31日  | 山武長生夷隅 |

### 東京都
| 設置者                                     | 病院名                               | 病床数 | 承認年月日                         | 二次医療圏 |
| ------------------------------------------ | ------------------------------------ | ------ | ---------------------------------- | ---------- |
| 地方独立行政法人東京都立病院機構           | 東京都立多摩南部地域病院             | 287床  | 1998年9月4日                       | 南多摩     |
| 地方独立行政法人東京都立病院機構           | 東京都立東部地域病院                 | 314床  | 1998年9月4日                       | 区東北部   |
| 社会医療法人河北医療財団                   | 河北総合病院                         | 331床  | 2006年5月9日                       | 区西部     |
| 公益財団法人日本心臓血圧研究振興会         | 榊原記念病院                         | 307床  | 2006年5月9日                       | 北多摩南部 |
| 日本赤十字社東京都支部                     | 武蔵野赤十字病院                     | 611床  | 2006年5月9日                       | 北多摩南部 |
| 地方独立行政法人東京都立病院機構           | 東京都立多摩北部医療センター         | 337床  | 2006年5月9日                       | 北多摩北部 |
| 国家公務員共済組合連合会                   | 立川病院                             | 450床  | 2008年7月23日                      | 北多摩西部 |
| 独立行政法人国立病院機構                   | 災害医療センター                     | 455床  | 2008年7月23日                      | 北多摩西部 |
| 地方独立行政法人東京都立病院機構           | 東京都立荏原病院                     | 461床  | 2009年10月30日                     | 区南部     |
| 地方独立行政法人東京都立病院機構           | 東京都立大久保病院                   | 304床  | 2009年10月30日                     | 区西部     |
| 社会福祉法人仁生社                         | 江戸川病院                           | 474床  | 2009年10月30日                     | 区東部     |
| 独立行政法人労働者健康安全機構             | 東京労災病院                         | 400床  | 2010年8月25日                      | 区南部     |
| 国家公務員共済組合連合会                   | 東京共済病院                         | 350床  | 2010年8月25日                      | 区西南部   |
| 独立行政法人国立病院機構                   | 東京医療センター                     | 640床  | 2010年8月25日                      | 区西南部   |
| 地方独立行政法人東京都立病院機構           | 東京都立豊島病院                     | 438床  | 2010年8月25日                      | 区西北部   |
| 昭和病院企業団                             | 公立昭和病院                         | 485床  | 2010年8月25日                      | 北多摩北部 |
| 学校法人順天堂                             | 順天堂大学医学部附属練馬病院         | 490床  | 2011年9月30日                      | 区西北部   |
| 公立学校共済組合                           | 公立学校共済組合関東中央病院         | 383床  | 2012年9月28日                      | 区西南部   |
| 社会福祉法人恩賜財団済生会支部東京都済生会 | 東京都済生会中央病院                 | 535床  | 2012年9月28日                      | 区中央部   |
| 日本赤十字社                               | 日本赤十字社医療センター             | 693床  | 2012年9月28日                      | 区西南部   |
| 社会福祉法人三井記念病院                   | 三井記念病院                         | 482床  | 2013年10月29日                     | 区中央部   |
| 日本赤十字社東京都支部                     | 大森赤十字病院                       | 344床  | 2013年10月29日                     | 区南部     |
| 地方独立行政法人東京都立病院機構           | 東京都立多摩総合医療センター         | 789床  | 2013年10月29日                     | 北多摩南部 |
| 医療法人社団恵仁会                         | 府中恵仁会病院                       | 217床  | 2013年10月29日                     | 北多摩南部 |
| 学校法人聖路加国際大学                     | 聖路加国際病院                       | 520床  | 2014年4月1日 2022年3月31日取り消し | 区中央部   |
| 国家公務員共済組合連合会                   | 虎の門病院                           | 819床  | 2016年2月16日                      | 区中央部   |
| 医療法人財団大和会                         | 東大和病院                           | 284床  | 2016年2月16日                      | 北多摩西部 |
| 独立行政法人国立病院機構                   | 東京病院                             | 472床  | 2016年2月16日                      | 北多摩北部 |
| 学校法人東邦大学                           | 東邦大学医療センター大橋病院         | 320床  | 2016年8月4日 2018年8月30日         | 区西南部   |
| 学校法人東京女子医科大学                   | 東京女子医科大学東医療センター       | 450床  | 2016年8月4日 2021年3月31日取り消し | 区東北部   |
| 医療法人財団荻窪病院                       | 荻窪病院                             | 252床  | 2017年8月29日                      | 区西部     |
| 青梅市                                     | 青梅市立総合医療センター             | 529床  | 2017年8月29日                      | 西多摩     |
| 学校法人昭和大学                           | 昭和大学江東豊洲病院                 | 400床  | 2017年8月29日                      | 区東部     |
| 学校法人東京医科大学                       | 東京医科大学八王子医療センター       | 610床  | 2017年8月29日                      | 南多摩     |
| 学校法人東海大学                           | 東海大学医学部付属八王子病院         | 500床  | 2018年8月30日                      | 南多摩     |
| 国立研究開発法人国立成育医療研究センター   | 国立成育医療研究センター             | 490床  | 2018年8月30日                      | 区西南部   |
| 地方独立行政法人東京都立病院機構           | 東京都立墨東病院                     | 765床  | 2018年8月30日                      | 区東部     |
| 町田市                                     | 町田市民病院                         | 440床  | 2018年8月30日                      | 南多摩     |
| 公益社団法人地域医療振興協会               | 東京北医療センター                   | 351床  | 2018年8月30日                      | 区西北部   |
| 公益財団法人ライフ・エクステンション研究所 | 永寿総合病院                         | 400床  | 2019年8月28日                      | 区中央部   |
| 東日本電信電話株式会社                     | NTT東日本関東病院                    | 594床  | 2019年8月28日                      | 区南部     |
| 独立行政法人地域医療機能推進機構           | JCHO東京新宿メディカルセンター       | 520床  | 2019年8月28日                      | 区西部     |
| 独立行政法人地域医療機能推進機構           | JCHO東京山手メディカルセンター       | 418床  | 2019年8月28日                      | 区西部     |
| 地方独立行政法人東京都立病院機構           | 東京都立大塚病院                     | 435床  | 2019年8月28日                      | 区西北部   |
| 公益財団法人結核予防会                     | 複十字病院                           | 334床  | 2019年8月28日                      | 北多摩北部 |
| 公益社団法人地域医療振興協会               | 練馬光が丘病院                       | 457床  | 2021年3月31日                      | 区西北部   |
| 学校法人日本医科大学                       | 日本医科大学多摩永山病院             | 405床  | 2021年3月31日                      | 南多摩     |
| 医療法人財団健貢会                         | 総合東京病院                         | 451床  | 2022年3月31日                      | 区西部     |
| 学校法人東京女子医科大学                   | 東京女子医科大学附属足立医療センター | 450床  | 2022年3月31日                      | 区東北部   |
| 社会福祉法人同愛記念病院財団               | 同愛記念病院                         | 360床  | 2022年3月31日                      | 区東部     |
| 日野市                                     | 日野市立病院                         | 300床  | 2022年3月31日                      | 南多摩     |
| 学校法人慈恵大学                           | 東京慈恵会医科大学附属第三病院       | 561床  | 2022年3月31日                      | 北多摩南部 |
| 地方独立行政法人東京都健康長寿医療センター | 東京都健康長寿医療センター           | 550床  | 2024年3月29日                      | 区西北部   |
| 社会医療法人社団健生会                     | 立川相互病院                         | 287床  | 2024年3月29日                      | 北多摩西部 |

### 神奈川県
| 設置者                                       | 病院名                               | 病床数 | 承認年月日     | 二次医療圏   |
| -------------------------------------------- | ------------------------------------ | ------ | -------------- | ------------ |
| 藤沢市                                       | 藤沢市民病院                         | 506床  | 2000年4月21日  | 湘南東部     |
| 社会福祉法人恩賜財団済生会支部神奈川県済生会 | 済生会横浜市南部病院                 | 500床  | 2003年9月29日  | 横浜南部     |
| 国家公務員共済組合連合会                     | 平塚共済病院                         | 441床  | 2003年10月6日  | 湘南西部     |
| 神奈川県厚生農業協同組合連合会               | 相模原協同病院                       | 400床  | 2003年10月24日 | 県北         |
| 国家公務員共済組合連合会                     | 横須賀共済病院                       | 735床  | 2004年3月31日  | 横須賀・三浦 |
| 地方独立行政法人神奈川県立病院機構           | 神奈川県立こども医療センター         | 419床  | 2004年11月8日  | 横浜南部     |
| 一般財団法人神奈川県警友会                   | けいゆう病院                         | 410床  | 2004年11月8日  | 横浜西部     |
| 横須賀市                                     | 横須賀市立市民病院                   | 482床  | 2006年9月21日  | 横須賀・三浦 |
| 横浜市                                       | 横浜市立市民病院                     | 650床  | 2006年9月22日  | 横浜西部     |
| 独立行政法人労働者健康安全機構               | 関東労災病院                         | 610床  | 2006年9月27日  | 川崎南部     |
| 公立大学法人横浜市立大学                     | 横浜市立大学附属市民総合医療センター | 726床  | 2007年9月26日  | 横浜南部     |
| 独立行政法人労働者健康安全機構               | 横浜労災病院                         | 650床  | 2007年9月26日  | 横浜北部     |
| 独立行政法人国立病院機構                     | 横浜医療センター                     | 510床  | 2007年9月26日  | 横浜西部     |
| 社会医療法人ジャパンメディカルアライアンス   | 海老名総合病院                       | 479床  | 2008年2月27日  | 県央         |
| 社会福祉法人恩賜財団済生会支部神奈川県済生会 | 済生会横浜市東部病院                 | 562床  | 2008年9月24日  | 横浜北部     |
| 地方独立行政法人神奈川県立病院機構           | 神奈川県立循環器呼吸器病センター     | 239床  | 2008年9月24日  | 横浜南部     |
| 横浜市                                       | 横浜市立みなと赤十字病院             | 634床  | 2009年2月23日  | 横浜南部     |
| 国家公務員共済組合連合会                     | 横浜栄共済病院                       | 430床  | 2009年10月19日 | 横浜西部     |
| 独立行政法人国立病院機構                     | 神奈川病院                           | 370床  | 2009年10月21日 | 湘南西部     |
| 小田原市                                     | 小田原市立病院                       | 417床  | 2009年10月21日 | 県西         |
| 横須賀市                                     | 横須賀市立うわまち病院               | 417床  | 2009年10月28日 | 横須賀・三浦 |
| 学校法人聖マリアンナ医科大学                 | 聖マリアンナ医科大学横浜市西部病院   | 518床  | 2010年10月26日 | 横浜西部     |
| 医療法人五星会                               | 菊名記念病院                         | 218床  | 2010年10月26日 | 横浜西部     |
| 社会医療法人社団三思会                       | 東名厚木病院                         | 282床  | 2011年2月25日  | 県央         |
| 川崎市                                       | 川崎市立多摩病院                     | 376床  | 2011年2月26日  | 川崎北部     |
| 独立行政法人国立病院機構                     | 相模原病院                           | 458床  | 2011年9月30日  | 相模原       |
| 茅ヶ崎市                                     | 茅ヶ崎市立病院                       | 401床  | 2012年3月8日   | 湘南東部     |
| 平塚市                                       | 平塚市民病院                         | 416床  | 2012年9月19日  | 小南西部     |
| 国家公務員共済組合連合会                     | 横浜南共済病院                       | 655床  | 2012年10月10日 | 横浜南部     |
| 社会医療法人石心会                           | 川崎幸病院                           | 326床  | 2013年4月1日   | 川崎南部     |
| 学校法人昭和大学                             | 昭和大学藤が丘病院                   | 584床  | 2015年11月6日  | 横浜北部     |
| 川崎市                                       | 川崎市立川崎病院                     | 733床  | 2016年3月30日  | 川崎南部     |
| 厚木市                                       | 厚木市立病院                         | 347床  | 2016年11月7日  | 県央         |
| 医療法人社団三成会                           | 新百合ヶ丘総合病院                   | 563床  | 2018年5月10日  | 川崎北部     |
| 神奈川県厚生農業協同組合連合会               | 伊勢原協同病院                       | 350床  | 2019年11月20日 | 湘南西部     |
| 大和市                                       | 大和市立病院                         | 403床  | 2019年11月29日 | 県央         |
| 医療法人沖縄徳洲会                           | 湘南鎌倉総合病院                     | 658床  | 2020年3月27日  | 横須賀・三浦 |

### 新潟県
- 済生会新潟第二病院
- 新潟市民病院
- 新潟労災病院（2022年3月31日取り消し）
- 新潟県立新発田病院
- 燕労災病院
- 新潟県立中央病院
- 長岡赤十字病院

### 富山県
- 富山市立富山市民病院
- 富山県立中央病院

### 石川県
- 国立病院機構金沢医療センター
- 国民健康保険小松市民病院

### 福井県
- 福井県済生会病院
- 福井県立病院
- 福井赤十字病院
- 福井循環器病院

### 山梨県
- 山梨県立中央病院

### 長野県
- 相澤病院
- 国立病院機構信州上田医療センター
- 諏訪赤十字病院
- 長野赤十字病院
- 飯田市立病院
- 国立病院機構まつもと医療センター
- 長野市民病院

### 岐阜県
- 岐阜市民病院
- 中部国際医療センター
- 岐阜県総合医療センター
- 岐阜赤十字病院
- 岐阜県立多治見病院
- 松波総合病院
- 大垣市民病院
- 国立病院機構長良医療センター

### 静岡県
- 静岡県立こども病院
- 浜松医療センター
- 聖隷浜松病院
- 聖隷三方原病院
- 静岡市立静岡病院
- 静岡県立総合病院
- ＪＡ静岡厚生連　遠州病院
- 浜松赤十字病院
- 沼津市立病院
- 静岡赤十字病院
- 焼津市立総合病院
- 藤枝市立総合病院
- 市立島田市民病院

### 愛知県
- 日本赤十字社愛知医療センター名古屋第二病院
- 日本赤十字社愛知医療センター名古屋第一病院
- 名古屋共立病院
- 地域医療機能推進機構中京病院
- 国立病院機構名古屋医療センター
- 名古屋掖済会病院
- 名古屋記念病院
- 岡崎市民病院
- 安城更生病院
- 総合大雄会病院
- 公立陶生病院

### 三重県
- 鈴鹿中央総合病院
- 松阪中央総合病院
- 伊勢赤十字病院
- 済生会松阪総合病院
- 名張市立病院
- 松阪市民病院

### 滋賀県
- 大津赤十字病院
- 大津市民病院
- 済生会滋賀県病院
- 長浜赤十字病院
- 近江八幡市立総合医療センター
- 彦根市立病院
- 滋賀県立総合病院
- 公立甲賀病院
- 草津総合病院
- 市立長浜病院
- 高島市民病院

### 京都府
- 京都第二赤十字病院
- 京都第一赤十字病院
- 武田病院
- 京都府立医科大学附属北部医療センター
- 国立病院機構舞鶴医療センター
- 国立病院機構京都医療センター
- 済生会京都府病院
- 京都市立病院

### 大阪府
- 東住吉森本病院
- 馬場記念病院
- ベルランド総合病院
- 高槻病院
- 淀川キリスト教病院
- 若草第一病院
- 地域医療機能推進機構大阪病院
- 府中病院
- 地域医療機能推進機構星ヶ丘医療センター
- 北摂総合病院
- 大阪府立急性期・総合医療センター
- 国立病院機構大阪医療センター
- 国立病院機構大阪南医療センター
- 市立池田病院
- 大阪府済生会吹田病院
- 松下記念病院
- 大阪赤十字病院
- 大阪市立総合医療センター
- 北野病院
- 大阪警察病院
- 市立岸和田市民病院
- 市立豊中病院
- 箕面市立病院
- 八尾市立病院
- りんくう総合医療センター

### 兵庫県
- 兵庫県立淡路医療センター
- 神戸赤十字病院
- 明石医療センター
- 神戸市立医療センター中央市民病院
- 兵庫県立こども病院
- 兵庫県立西宮病院
- 関西労災病院
- 兵庫県立加古川医療センター
- 兵庫県立姫路循環器病センター
- 神鋼記念病院
- 地域医療機能推進機構神戸中央病院
- 市立伊丹病院
- 公立学校共済組合近畿中央病院
- 西脇市立西脇病院
- 国立病院機構神戸医療センター
- 三田市民病院
- 姫路赤十字病院
- 公立八鹿病院
- 国立病院機構姫路医療センター
- 神戸労災病院
- 神戸市立西神戸医療センター
- 神戸市立医療センター西市民病院
- 宝塚市立病院
- 明石市立市民病院
- 市立川西病院
- 赤穂市民病院
- 兵庫県立尼崎総合医療センター
- 北播磨総合医療センター
- 神戸掖済会病院
- 加古川中央市民病院
- 済生会兵庫県病院
- 製鉄記念広畑病院
- 高砂市民病院
- 川崎病院 (兵庫県)
- 公立豊岡病院
- 西宮市立中央病院
- 兵庫県立丹波医療センター

　　兵庫県／地域医療支援病院について 2019年7月10日閲覧

### 奈良県
- 奈良県総合医療センター
- 奈良県西和医療センター

### 和歌山県
- 和歌山労災病院
- 国立病院機構和歌山病院
- 日本赤十字社和歌山医療センター
- 国立病院機構南和歌山医療センター

### 鳥取県
- 鳥取赤十字病院
- 山陰労災病院
- 鳥取県立中央病院
- 国立病院機構米子医療センター

### 島根県
- 益田地域医療センター医師会病院
- 国立病院機構浜田医療センター
- 松江赤十字病院
- 益田赤十字病院

### 岡山県
- 岡山中央病院
- 赤磐医師会病院
- 国立病院機構岡山医療センター
- 岡山済生会総合病院
- 心臓病センター榊原病院
- 倉敷中央病院
- 岡山旭東病院
- 津山中央病院
- 岡山赤十字病院

### 広島県
- 呉市医師会病院
- 三原市医師会病院
- 廣島総合病院
- 国立病院機構福山医療センター
- 広島赤十字・原爆病院
- 県立広島病院
- 国立病院機構呉医療センター
- 尾道市立市民病院
- 尾道総合病院
- 広島市立広島市民病院
- 広島市立安佐市民病院
- 中国労災病院
- 広島記念病院
- 呉共済病院
- 国立病院機構東広島医療センター
- 福山市民病院

### 山口県
- 岩国市医療センター医師会病院
- 国立病院機構岩国医療センター
- 周東総合病院
- 徳山医師会病院
- 地域医療機能推進機構徳山中央病院
- 山口県済生会山口総合病院
- 山口県立総合医療センター
- 山口赤十字病院
- 山口労災病院
- 宇部中央病院
- 山口県済生会下関総合病院
- 国立病院機構関門医療センター
- 地域医療機能推進機構下関医療センター
- 下関市立市民病院

### 徳島県
- 徳島赤十字病院
- 阿南医療センター
- 徳島県立中央病院
- 徳島市民病院
- 健康保険鳴門病院
- 吉野川医療センター

### 香川県
- 総合病院回生病院
- 香川労災病院
- 高松赤十字病院
- 香川県立中央病院

### 愛媛県
- 喜多医師会病院
- 松山赤十字病院
- 愛媛県立中央病院
- 市立宇和島病院

### 高知県
- 近森病院
- 高知赤十字病院
- 高知医療センター

### 福岡県
- 済生会二日市病院
- 宗像医師会病院
- 甘木朝倉医師会病院
- 糸島医師会病院
- 国立病院機構九州医療センター
- 小倉記念病院
- 製鉄記念八幡病院
- 戸畑共立病院
- 飯塚病院
- 公立学校共済組合九州中央病院
- 国立病院機構福岡東医療センター
- 福岡大学筑紫病院
- 地域医療機能推進機構九州病院
- 福岡市立こども病院
- 福岡徳洲会病院
- 聖マリア病院
- 国立病院機構小倉医療センター
- 浜の町病院
- 九州労災病院
- 健和会大手町病院
- 嶋田病院
- 新古賀病院
- 新行橋病院
- 田主丸中央病院
- 白十字病院
- 福岡記念病院

### 佐賀県
- 佐賀県立病院好生館
- 国立病院機構嬉野医療センター
- 唐津赤十字病院

### 長崎県
- 長崎市立市民病院
- 済生会長崎病院
- 国立病院機構長崎医療センター
- 国立病院機構長崎川棚医療センター
- 健康保険諫早総合病院
- 長崎県島原病院
- 佐世保中央病院
- 佐世保市立総合病院
- 長崎労災病院
- 佐世保共済病院

### 熊本県
- 天草地域医療センター
- 熊本地域医療センター
- 国立病院機構熊本医療センター
- 健康保険人吉総合病院
- 済生会熊本病院
- 熊本労災病院
- 荒尾市民病院
- 熊本赤十字病院
- 山鹿市民医療センター
- 国家公務員共済組合連合会 熊本中央病院
- 国保水俣市立総合医療センター

### 大分県
- 大分市医師会立アルメイダ病院
- 臼杵市医師会立コスモス病院
- 大分岡病院
- 国立病院機構別府医療センター
- 大分県立病院
- 国立病院機構大分医療センター
- 新別府病院
- 宇佐高田医師会病院
- 大分赤十字病院
- 中津市立中津市民病院
- 大分県済生会日田病院

### 宮崎県
| 設置者                           | 病院名             | 病床数 | 承認年月日     | 二次医療圏 |
| -------------------------------- | ------------------ | ------ | -------------- | ---------- |
| 公益社団法人宮崎市郡医師会       | 宮崎市郡医師会病院 | 267床  | 1998年12月1日  | 宮崎東諸県 |
| 一般社団法人都城市北諸県郡医師会 | 都城市郡医師会病院 | 224床  | 2001年1月10日  | 都城北諸県 |
| 独立行政法人地域医療機能推進機構 | JCHO宮崎江南病院   | 269床  | 2006年11月28日 | 宮崎東諸県 |
| 宮崎県                           | 県立延岡病院       | 410床  | 2006年11月28日 | 延岡西臼杵 |
| 独立行政法人国立病院機構         | 都城医療センター   | 307床  | 2009年3月27日  | 都城北諸県 |
| 社会医療法人同心会               | 古賀総合病院       | 363床  | 2011年6月21日  | 宮崎東諸県 |
| 小林市                           | 小林市立病院       | 147床  | 2011年6月21日  | 西諸       |
| 宮崎県                           | 県立日南病院       | 281床  | 2018年7月18日  | 日南串間   |

### 鹿児島県
- 鹿児島市医師会病院
- 川内市医師会立市民病院
- 出水郡医師会立阿久根市民病院
- 霧島市立医師会医療センター
- 肝属郡医師会立病院
- 曽於郡医師会立病院
- 南風病院
- 国立病院機構鹿児島医療センター
- 県民健康プラザ鹿屋医療センター
- 県立大島病院
- 国立病院機構指宿医療センター
- 県立薩南病院

### 沖縄県
- 浦添総合病院
- 中頭病院
- 沖縄県立中部病院
- 北部地区医師会病院
- 豊見城中央病院
- ハートライフ病院
- 那覇市立病院